# Model de barreja

Model de barreja gaussiana no bayesiana utilitzant la notació de plaques. Els quadrats més petits indiquen paràmetres fixos; cercles més grans indiquen variables aleatòries. Les formes emplenes indiquen valors coneguts. La indicació [K] significa un vector de mida K.

En estadística, un model de barreja és un model probabilístic per representar la presència de subpoblacions dins d'una població global, sense requerir que un conjunt de dades observades identifiqui la subpoblació a la qual pertany una observació individual. Formalment, un model de mescles correspon a la distribució de mescles que representa la distribució de probabilitat de les observacions a la població global. Tanmateix, mentre que els problemes associats amb les "distribucions de mescles" es relacionen amb la derivació de les propietats de la població global a partir de les de les subpoblacions, els "models de barreja" s'utilitzen per fer inferències estadístiques sobre les propietats de les subpoblacions amb només observacions sobre la població agrupada, sense informació d'identitat de subpoblació.

Model de mescla gaussiana bayesiana utilitzant la notació de plaques. Els quadrats més petits indiquen paràmetres fixos; cercles més grans indiquen variables aleatòries. Les formes emplenes indiquen valors coneguts. La indicació [K] significa un vector de mida K.

Els models de mescles no s'han de confondre amb els models de dades de composició, és a dir, les dades els components de les quals estan limitats per sumar un valor constant (1, 100%, etc.) Tanmateix, els models compositius es poden considerar com a models de barreja, on els membres de la població es mostren a l'atzar. Per contra, els models de barreja es poden considerar com a models compositius, on la mida total de la població de lectura s'ha normalitzat a 1.

## Estructura

### Model de mescla general
Un model de barreja de dimensions finites típic és un model jeràrquic que consta dels components següents:
- N variables aleatòries que s'observen, cadascuna distribuïda segons una barreja de K components, amb els components pertanyents a la mateixa família paramètrica de distribucions (per exemple, totes normals, totes Zipfianes, etc.) però amb paràmetres diferents.
- N variables latents aleatòries que especifiquen la identitat del component de la barreja de cada observació, cadascuna distribuïda segons una distribució categòrica K -dimensional
- Un conjunt de K pesos de barreja, que són probabilitats que sumen 1.
- Un conjunt de K paràmetres, cadascun especificant el paràmetre del component de la mescla corresponent. En molts casos, cada "paràmetre" és en realitat un conjunt de paràmetres. Per exemple, si els components de la mescla són distribucions gaussianes, hi haurà una mitjana i una variància per a cada component. Si els components de la mescla són distribucions categòriques (per exemple, quan cada observació és un testimoni d'un alfabet finit de mida V ), hi haurà un vector de V probabilitats sumant a 1.[3]Animació del procés d'agrupació per a dades unidimensionals utilitzant un model de barreja bayesià gaussià on les distribucions normals s'extreuen d'un procés de Dirichlet. Els histogrames dels cúmuls es mostren en diferents colors. Durant el procés d'estimació de paràmetres, es creen nous clústers i creixen a partir de les dades. La llegenda mostra els colors del clúster i el nombre de punts de dades assignats a cada clúster.

A més, en un entorn bayesià, els pesos i els paràmetres de la barreja seran en si mateixos variables aleatòries i les distribucions anteriors es col·locaran sobre les variables. En aquest cas, els pesos es veuen normalment com un vector aleatori K -dimensional extret d'una distribució de Dirichlet (l'anterior conjugat de la distribució categòrica), i els paràmetres es distribuiran segons els seus respectius priors conjugats.